# فرار از خانه (فیلم)
فرار از خانه (انگلیسی: Taking Off) فیلمی در ژانر کمدی-درام و موزیکال به کارگردانی میلوش فورمن است که در سال ۱۹۷۱ منتشر شد. این فیلم، در بیست و چهارمین جشنواره فیلم کن برنده جایزه بزرگ شده‌است.

## بازیگران
- لین کارلین
- باک هنری
- دیرک بگارد
- جورجیا انگل
- کتی بیتس
- کارلی سایمون
- جسیکا هارپر
- اودری لیندلی
- وینسنت شیاولی
- آلن گارفیلد
- آیک ترنر
- پال بندیکت
- تینا ترنر